# Roger Schilling
Roger Schilling (* 12. November 1961 in Hannover; † 26. Mai 2023 in Baden-Baden) war ein deutscher Jurist und von 2009 bis 2023 Richter am Bundesgerichtshof.

## Leben
Schilling begann seine Karriere nach Abschluss seiner juristischen Ausbildung 1995 durch Eintritt in den höheren Justizdienst der Freien Hansestadt Bremen. Dort wurde er zunächst bei der Staatsanwaltschaft Bremen, sodann bei dem Landgericht Bremen sowie den Amtsgerichten Bremen und Bremen-Blumenthal verwendet. Im Jahre 1999 wurde Schilling am Amtsgericht Bremen zum Richter auf Lebenszeit ernannt und war in der Folgezeit vorwiegend mit Familiensachen beschäftigt. Von 2002 bis 2006 war er als wissenschaftlicher Mitarbeiter an das Bundesverfassungsgericht abgeordnet. Hierauf folgte im Oktober 2006 die Berufung Schillings zum Richter am Hanseatischen Oberlandesgericht Bremen, wo er einem der Familiensenate angehörte.
Am 2. März 2009 wurde Schilling zum Richter am Bundesgerichtshof ernannt und durch das Präsidium des Gerichts dem III. Zivilsenat zugewiesen. Seit 2010 war er Mitglied des XII. Zivilsenats, welcher hauptsächlich für Familienrecht und gewerbliches Mietrecht zuständig ist.